# Otto Seeck
Otto Karl Seeck (Riga, 2 febbraio 1850 – Münster, 29 giugno 1921) è stato uno storico tedesco.

## Biografia
Nacque nel 1850 da Wilhelm Seeck (1793–1859), un fabbro e proprietario di una fabbrica, e da sua moglie Ottilie, nate Hagentorn (1820–1902). Iniziò lo studio della chimica all'Università di Dorpat (oggi Tartu) per poi studiare alla Humboldt-Universität di Berlino con Theodor Mommsen, con il quale si laureò nel 1872 con una tesi sulla Notitia dignitatum. Ottenne l'abilitazione a Berlino nel 1877.
Con il sostegno attivo di Mommsen nel 1881 fu chiamato all'Università di Greifswald, come successore di Theodor Hirsch, dopo che Karl Julius Beloch, che era in contrasto con Mommsen, aveva rinunciato. Mommsen, che aveva molta poca stima nella generazione che seguiva ("la giovane impotenza") per la conoscenza globale dell'antichità, ritenne Seeck, in una certa misura, il male minore. Egli fece quindi degli sforzi per ottenere per Seeck l'appoggio di suo genero Ulrich von Wilamowitz-Moellendorff, che era anche professore a Greifswald.
Wilamowitz era inizialmente contro la nomina di Seeck e Mommsen tentò (con successo) di convincerlo, come gli scrisse (non senza condiscendenza):
A Greifswald Seeck fu inizialmente professore associato di storia romana e di archeologia. Il 1º ottobre 1885 fu nominato professore ordinario. Nel 1907 si trasferì alla neonata Università di Münster.
Seeck scrisse in primo luogo rilevanti lavori sulla tarda antichità, in cui la tendenza verso il darwinismo sociale lo ha spinto in qualche posto verso Oswald Spengler e sono oggi interessanti principalmente dal punto di vista della storia della scienza, perché hanno avuto grande influenza per lungo tempo. Il capolavoro di Seeck, Geschichte des Untergangs der antiken Welt ("Storia della caduta del mondo antico"), è ancora considerato il più completo, tra le rappresentazioni della tarda antichità in tedesco. Tuttavia è stato completamente rivisto e non riflette più lo stato moderno della ricerca, che ha cambiato la valutazione estremamente negativa della tarda antichità di Seeck. La sua visione negativa della tarda antichità si muove, come crede Stefan Lorenz, forse in parte anche dal rimpianto di una perdita di libertà, che Seeck vede nel tempo della Grecia antica e della Repubblica romana  e alla fine fa sostituita, a suo parere, da una autocrazia "dispotica", che ha infine portato alla Caduta dell'Impero romano. Lorenz ha criticato in un documento specialistico l'unilateralità della presentazione e ha indicato le caratterizzazioni dei personaggi storici di Seeck come non infelici, ma allo stesso tempo ha lodato il resoconto completo e preciso della storia politica.
Seeck, che era aspro e difficile nei rapporti personali, ha curato una edizione di Notitia dignitatum che è ancora considerata come una edizione standard. Di rilievo sono anche le oltre 2.000 voci, soprattutto sulla tarda antichità, redatte per la Pauly-Wissowa (RE), molte delle quali tuttora non sono ancora completamente revisionate.

## Opere (selezione)
- Quaestiones de notitia dignitatum. Dissertation, Berlin 1872.
- Notitia dignitatum. Accedunt notitia urbis Constantinopolitanae et laterculi provinciarum. Berlin 1876 (ristampa Frankfurt am Main 1962; ).
- Die Kalendertafel der Pontifices. Berlin 1885 ().
- Die Quellen der Odyssee. Berlin 1887 ().
- Die Entwicklung der antiken Geschichtsschreibung und andere populäre Schriften. Berlin 1898.
- Die Briefe des Libanius zeitlich geordnet. Leipzig 1906 ().
- Regesten der Kaiser und Päpste für die Jahre 311 bis 476 n. Chr.: Vorarbeit zu einer Prosopographie der christlichen Kaiserzeit. Stuttgart 1919.
- Geschichte des Untergangs der antiken Welt. 6 Bände. Metzler, Stuttgart 1895–1920 (mehrere Neuauflagen; Ristampa dell'edizione 1921: Primus-Verlag, Darmstadt 2000, ISBN 3-89678-161-8; Versione on-line).